# Ánni Podimatá
Ánni Podimatá (en grec : Άννυ Ποδηματά, née le 8 octobre 1962 à Athènes) est une députée européenne grecque membre du PASOK. Elle fait partie du groupe de l'Alliance progressiste des socialistes et démocrates au Parlement européen. Elle est vice-présidente de la commission de l'industrie, de la recherche et de l'énergie et membre de la commission des affaires économiques et monétaires. Elle est élue vice-présidente du Parlement européen en janvier 2012.